# Митрополит бањалучко-бихаћки Василије
Василије (у свијету Васо Поповић; Мајевац код Добоја, 4. мај 1860 — Окучани, 11. новембар 1938) био је митрополит бањалучко-бихаћки.

## Дјетињство, школовање и свештеничка служба
Његов отац Симеон био је окружни протопрезвитер дервентски и парох у Мајевцу. Основну школу похађао је у Мајевцу и Дервенти. Након основног школовања уписује богословију у Београду коју завршава као један од најбољих ђака, са одличним успјехом. Архиепископ и митрополит Сава Косановић га додјелио за капелана остарјелом оцу, а за ђакона га је рукоположио у Прњавору 24. августа 1884. а два дана касније у Дервенти за свештеника. Своју свештеничку службу вршио је у Мајевцу. Поред свештеничке службе био је и учитељ у школи у периоду од 1. септембра 1884. до 30. јуна 1885. Након тога предавао је у српско-православној основној школи све до 1. децембра 1887. када је изабран за пароха у Градачцу. Митрополит зворничко-тузлански Дионисије (Илијевић) га је 6. новембра 1888. поставио за окружног протопрезвитера у Градачцу. На приједлог митрополита сарајевског Ђорђа (Николајевића) именован је за првог члана и савјетника Конзисторије Сарајевске. Ову дужност је обављао све до свог избора за митрополита бањалучко-бихаћког. Поред ове дужности био је уређивач званичног органа црквене власти "Дабро-босански источник" (1894) као и управитељ богословског училишта у Рељеву (1. новембар 1894. - 22. јануар 1898). На приједлог надлежног епископа, цар Фрањо Јосиф одликовао га је витешким крстом Франц Јосифовог реда (Kaiserlich-österreichischer Franz Joseph-Orden).

## Архијерејска служба
Свети архијерејски синод Цариградске патријаршије изабрао га је за митрополита бањалучко-бихаћког 10. јула 1908. У монашки чин ступио је под именом Василије 16. августа 1908. у манастиру Житомислић, а за архимандрита је произведен 21. августа 1908. у цркви Светих бесплотних Сила у Сарајеву. Хиротонисан је 28. септембра исте године у Храму Силаска Светог духа у Бањој Луци. Касније је постао митрополит бањалучки. Након уласка српске војске у Бањалуку 21. новембра 1918. митрополит је одслужио благодарење у част побједе српског оружја. Овом приликом је изјавио да су ослободиоци својим јунаштвом "надвисили Краљевића Марка, надмашили Старину Новака".
Као митрополит бањалучко-бихаћки извршио је чин освећења:
- 18. октобра 1908. храм Пресвете Богородице у Котор-Варошу,
- 1913. Храма Светог великомученика Георгија у Великој Кладуши,
- 1921. Храма Светог Николаја у Живиницама, Скендер-Вакуф
- 1925. дрвене цркве у Скендер-Вакуфу
- 5. октобра 1925. темеље Саборног храма Свете Тројице у Бања Луци,
- 27. децембра 1936. зграду Хипотекарне банке у Бањој Луци

Умро је у Окучанима 11. новембра 1938. Прво је сахрањен у храму Светог великомученика Георгија на Петрићевцу, а након подизања нове Саборне цркве у Бањој Луци, после Другог светског рата, пренет је у ову цркву. Усташко дивљаштво се огледа и овде у рушењу надгробних споменика, прекопавању гробова и слично. Посмртне остатке бањалучког митрополита Василија Поповића усташе су извадиле из капеле на Петрићевцу код Бање Луке, капелу срушили, а митрополитове остатке пренели на сточно гробље – мрциниште на Влашком Бријегу и тамо закопали.

## Помоћ гладнима у СССР
Велика глад погодила је СССР 1921-1922. Позиву у помоћ одазвала се између осталог и Митрополија бањачућко-бихаћка на челу са својим митрополитом. Бањалучко-бихаћка Епархија покренула је своју социјално-добротворну кампању, дефинисану посланицом надлежног архијереја Василија Поповића: „Познато је пречасном свештенству да се веће групе руских емиграната налазе у Бањој Луци, Дервенти, Прњавору и у Босанској Дубици, као и у другим местима Бањалучкобихаћске Епархије“... Пшеница, кукуруз, друга посна и мрсна храна, као и новчана средства носила би се „Одбору за помоћ руских емиграната у Бањој Луци". У сличној својој посланици којом опет позива паству да се прикупља помоћ за „гладну руску дјецу“, митрополит Василије Поповић подвлачи још једном уврежено схватање у српском народу, а у српској црквеној средини посебно: „Ми у Русији и братском руском народу морално и материјално много дугујемо и што год им сада прикупимо и пошаљемо, то ће само бити мала отплата нашег великог дуга“. Прикупљени салдо у Бањалучко-бихаћкој митрополији износио је 13/26. јула 1922. године у 68 парохија и црквених општина укупно 26.056 динара.

## Галерија
- Спомен плоча митроплиту Василију на Саборној цркви Свете Тројице